# Jeremy Rebek
Jeremy Peter Rebek (* 8. Februar 1976 in Sault Ste. Marie, Ontario) ist ein ehemaliger kanadisch-österreichischer Eishockeyspieler, der im Herbst seiner Karriere in drei verschiedenen Ländern den nationalen Meistertitel errang (2010 mit dem EC Red Bull Salzburg in Österreich, 2012 mit den Belfast Giants in Großbritannien und 2013 mit Asiago Hockey in Italien).

## Karriere
Rebek begann seine Karriere bei den Owen Sound Platers in der Ontario Hockey League und wagte 1996 erstmals den Sprung nach Europa, wo er zunächst in der Deutschen Regionalliga spielte und anschließend zum EK Zell am See nach Österreich wechselte. Für ein Engagement bei Toledo Storm in der East Coast Hockey League kehrte er jedoch nach Nordamerika zurück, wo er in den folgenden Jahren zwischen mehreren Teams in den Minor Leagues wechselte. In der American Hockey League brachte er es nur auf zwei Einsätze, bei denen ihm jedoch kein Scorerpunkt gelang. Im Jahr 2003 kam er erneut nach Europa, da der EC Graz 99ers auf der Suche nach einem offensiv starken Verteidiger waren. Trotz guter Leistungen Rebeks ging es mit der Mannschaft jedoch in den folgenden Jahren sportlich immer weiter bergab.
Nachdem er zum Ende der Saison 2005/06 beim HC Ambrì-Piotta in der Schweizer National League A ausgeholfen hatte, wechselte er zusammen mit seinem Grazer Teamkollegen Warren Norris zum EC KAC, wo er zwei Jahre lang zusammen mit Jeff Tory zu den punktbesten Verteidigern zählte und wichtige Akzente in der Offensive setzen konnte. Da jedoch auch beim KAC zu dieser Zeit der sportliche Erfolg ausblieb, entschloss er sich 2008 zu einem Wechsel nach Salzburg, wo die Red Bulls inzwischen zu den bestimmenden Mannschaften der österreichischen Liga geworden waren. Dort verpasste er jedoch zunächst knapp den großen Erfolg, da in seinem ersten Jahr in Salzburg mit dem EC KAC sein Ex-Team die Meisterschaft gewinnen konnte. 2010 wurde er mit den Roten Bullen dann jedoch österreichischer Meister. Nachdem er die Saison 2010/11 bei den Vienna Capitals verbracht hatte, wechselte er zur Saison 2011/12 zu den Belfast Giants aus der britischen Elite Ice Hockey League. Mit den Nordiren konnte er die Hauptrunde der EIHL und damit den britischen Meistertitel gewinnen. Im Januar 2013 folgte der Wechsel nach Italien, wo er bei Asiago Hockey aus der Serie A1 unterschrieb. Nachdem er 2013 auch dort den nationalen Titel errang, beendete er seine Karriere.

### International
Rebek wurde im Jahr 2005 die österreichische Staatsbürgerschaft verliehen, was ihn zum Einsatz in der österreichischen Nationalmannschaft berechtigte. Sein Debüt gab er am 9. November 2005 beim 3:2-Erfolg im Freundschaftsspiel gegen Frankreich im italienischen Turin. Er wurde bei den Weltmeisterschaften 2006, als er zum besten Verteidiger des Turniers gewählt wurde, und 2008 in der Division I und bei den Weltmeisterschaften 2007 und 2009 in der Top-Division eingesetzt und erzielte dabei in 22 Spielen drei Tore und sechs Assists. Zudem spielte er mit dem Team aus dem Alpenland bei der Olympiaqualifikation für die Winterspiele in Vancouver 2010.

## Erfolge und Auszeichnungen
- 2000 UHL All-Star Team
- 2001 UHL All-Star Team
- 2001 UHL Defenseman of the Year
- 2010 IIHF-Continental-Cup-Gewinn mit dem EC Red Bull Salzburg
- 2010 Österreichischer Meister mit dem EC Red Bull Salzburg
- 2012 Britischer Meister mit den Belfast Giants
- 2013 Italienischer Meister mit Asiago Hockey

### International
- 2006 Aufstieg in die Top Division bei der Weltmeisterschaft der Division I, Gruppe B
- 2006 Bester Verteidiger der Weltmeisterschaft der Division I, Gruppe B
- 2008 Aufstieg in die Top Division bei der Weltmeisterschaft der Division I, Gruppe A

## Karrierestatistik

### International
(Legende zur Spielerstatistik: Sp oder GP = absolvierte Spiele; T oder G = erzielte Tore; V oder A = erzielte Assists; Pkt oder Pts = erzielte Scorerpunkte; SM oder PIM = erhaltene Strafminuten; +/− = Plus/Minus-Bilanz; PP = erzielte Überzahltore; SH = erzielte Unterzahltore; GW = erzielte Siegtore; 1 Play-downs/Relegation; Kursiv: Statistik nicht vollständig)